# Minúscula 44
Minúscula 44 (en la numeración Gregory-Aland), ε 239 (Soden) es un manuscrito griego en minúsculas del Nuevo Testamento, en hojas de pergamino. Se data paleográficamente en el siglo XII. El manuscrito tiene contenidos complejos y marginalia completa.

## Descripción
El códice contiene el texto completo de los cuatro Evangelios de 259 hojas, con un tamaño de 30.7 cm por 24 cm. El texto está escrito en una columna por página, 21-22 líneas por página. En el Evangelio de Mateo se omiten los versículos 16:2b-3 (signos de los tiempos).
El texto está dividido de acuerdo a los κεφάλαια (capítulos), cuyos números se colocan al margen del texto, con los τίτλοι (títulos) en la parte superior de las páginas. Tiene una división de acuerdo con las más pequeñas Secciones Amonianas (en Marcos, 234 secciones; la última en 16:9), con referencias a los Cánones de Eusebio.
Contiene libros litúrgicos con hagiografías (sinaxariοs y menologios), ilustraciones, marcas de leccionario en el margen para el uso litúrgico, suscripciones al final de los Evangelios, y los números de στίχοι.
Es un palimpsesto. El texto de minúscula 44 es el texto superior del palimpsesto. El texto inferior no se ha identificado; está escrito en dos columnas con 30 líneas cada una.

## Texto
El texto griego de este códice es representativo del tipo textual bizantino. Hermann von Soden lo clasificó en la familia textual E. Aland lo colocó en la Categoría V.
Según el Perfil del Método de Claremont, representa a la familia textual Kx en Lucas 1, Lucas 10 y Lucas 20. Pertenece al grupo textual 1434 en Lucas 20.

## Historia
El manuscrito fue datado por Scholz en el siglo XI. Gregory lo fechó en el siglo XII. Actualmente es datado por el INTF en el siglo XII.
El códice fue traído desde el monte Athos a Inglaterra por César de Missy (1703-1775), capellán francés de Jorge III, rey de Inglaterra, que pasó su vida recopilando material para una edición del Nuevo Testamento. Fue examinado por Amelotte, Simon, Wettstein (1746), Scholz, y Bloomfield (1860). Wettstein hizo una compilación, pero muy imperfecta.
Wettstein lo añadió a la lista de manuscritos del Nuevo Testamento. C. R. Gregory lo vio en 1883.
Actualmente se encuentra en la Biblioteca Británica (Manuscritos adicionales 4949), en Londres.